# Corrientes (provincie)
Corrientes is een van de 23 provincies van Argentinië, gelegen in het noordoosten van het land. De provincie grenst vertrekkende van het noorden en volgens wijzerszin aan Paraguay, de provincie Misiones, Brazilië, en de provincies Entre Ríos, Santa Fe en Chaco. De provinciale hoofdstad is de gelijknamige stad Corrientes.

## Departementen
De provincie is onderverdeeld in 25 departementen (departamentos).

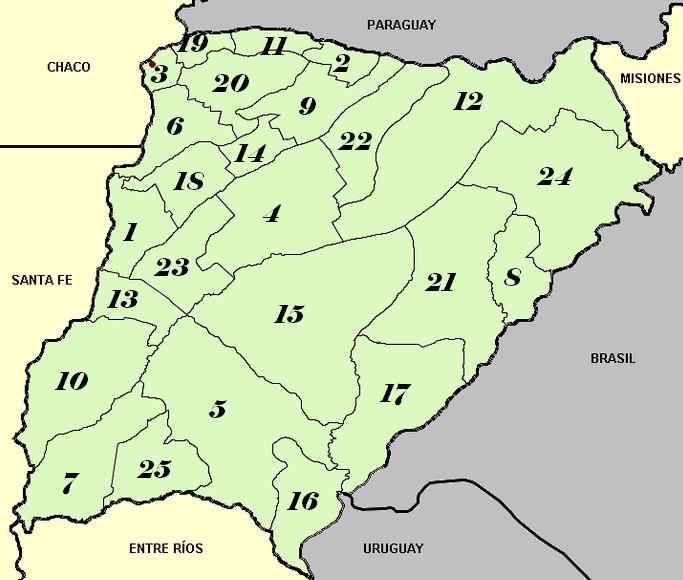
Bestuurlijke indeling van de provincie Corrientes en haar hoofdstad

| Nr. | Departement | Departement         | Hoofdplaats          | Inwoners | Oppervlakte |
| --- | ----------- | ------------------- | -------------------- | -------- | ----------- |
| 1   |             | Bella Vista         | Bella Vista          | 35.350   | 1.695 km²   |
| 2   |             | Berón de Astrada    | San Antonio de Itatí | 2.294    | 804 km²     |
| 3   |             | Capital             | Corrientes           | 328.868  | 522 km²     |
| 4   |             | Concepción          | Concepción           | 18.411   | 5.008 km²   |
| 5   |             | Curuzú Cuatiá       | Curuzú Cuatiá        | 42.075   | 8.911 km²   |
| 6   |             | Empedrado           | Empedrado            | 14.721   | 1.958 km²   |
| 7   |             | Esquina             | Esquina              | 30.372   | 3.723 km²   |
| 8   |             | General Alvear      | Alvear               | 8.147    | 1.954 km²   |
| 9   |             | General Paz         | Caá Catí             | 14.775   | 2.634 km²   |
| 10  |             | Goya                | Goya                 | 87.349   | 4.678 km²   |
| 11  |             | Itatí               | Itatí                | 8.774    | 890 km²     |
| 12  |             | Ituzaingó           | Ituzaingó            | 30.565   | 8.613 km²   |
| 13  |             | Lavalle             | Lavalle              | 26.250   | 1.480 km²   |
| 14  |             | Mburucuyá           | Mburucuyá            | 9.012    | 961 km²     |
| 15  |             | Mercedes            | Mercedes             | 39.206   | 9.588 km²   |
| 16  |             | Monte Caseros       | Monte Caseros        | 33.684   | 2.287 km²   |
| 17  |             | Paso de los Libres  | Paso de los Libres   | 46.326   | 4.700 km²   |
| 18  |             | Saladas             | Saladas              | 21.470   | 1.981 km²   |
| 19  |             | San Cosme           | San Cosme            | 13.189   | 595 km²     |
| 20  |             | San Luis del Palmar | San Luis del Palmar  | 16.513   | 2.551 km²   |
| 21  |             | San Martín          | La Cruz              | 12.236   | 6.385 km²   |
| 22  |             | San Miguel          | San Miguel           | 10.252   | 2.863 km²   |
| 23  |             | San Roque           | San Roque            | 17.951   | 2.243 km²   |
| 24  |             | Santo Tomé          | Santo Tomé           | 54.050   | 7.359 km²   |
| 25  |             | Sauce               | Sauce                | 9.151    | 1.760 km²   |